# 힌더
힌더(Hinder)는 미국 오클라호마주 오클라호마 시티 출신 포스트 그런지 밴드이다.

## 역사
힌더는 2001년 오클라호마 시티에서 결성되었다. 이들은 인디 음반사와 계약을 맺고 EP 《Far from Close》를 발매하였다. 2005년에 유니버설 레코드와 계약을 맺고 같은 해에 데뷔 음반 《Extreme Behavior》를 발매하였다. 이 음반은 미국에서 6위, 오스트레일리아에서 1위에 오르는 등 성공을 거두었으나, 올 뮤직 가이드에서 5점 만점에 1.5점을 받는 등 평론가들은 대체로 좋지 못한 평가를 내렸다.

## 음반 목록
- 《Extreme Behavior》(2005년)